# アムリタ (牧野由依の曲)
「アムリタ」は、牧野由依の1枚目のシングルである。2005年8月18日にビクターエンタテインメントから発売された。

## 概要
「アムリタ」とは、インド神話に出てくる不老不死の聖水のことで、神々さえもが求める甘い露。アムリタという響きを聞くだけで、唱えるだけで幸せが満ちると言われている。
- 2012年、萩原雪歩（浅倉杏美）によってカバーされた（アルバム『THE IDOLM@STER ANIM@TION MASTER 生っすかSPECIAL 05』に収録）。
  - なお、牧野は後に同じ『アイドルマスターシリーズ』の『アイドルマスター シンデレラガールズ』で佐久間まゆ役を演じている。
- 「ジャスミン」の作曲者であるSONIC DOVEは、シンガーソングライター・崎谷健次郎と同一人物である。

## 収録曲
1. アムリタ [5:05]
作詞・作曲：かの香織、編曲：藤田哲司、ストリングスアレンジ：河野伸
  - 松竹配給映画『劇場版ツバサ・クロニクル 鳥カゴの国の姫君』エンディング主題歌
2. you are my love [2:47]
作詞・作曲・編曲：梶浦由記
  - テレビアニメ『ツバサ・クロニクル』挿入歌
3. ジャスミン [4:07]
作詞：田口俊、作曲・編曲：SONIC DOVE
4. アムリタ -Instrumental-